# Tim Kincaid
Tim Kincaid (2 de julio de 1944) es un director, guionista y productor cinematográfico estadounidense, que en ocasiones utiliza los seudónimos de Joe Gage o Mac Larson.

## Biografía
Kincaid escribió y dirigió a finales de los años 1970 una trilogía de filmes gais para adultos de gran influencia bajo el nombre de Joe Gage. Esta serie de películas se suele denominar como “The Kansas City Trilogy” o “The Working Man Trilogy” (la trilogía de los trabajadores). Los filmes, Kansas City Trucking Co., El Paso Wrecking Corp. y L.A. Tool & Die fueron elogiados por la consistente descripción de sexo homosexual entre hombres rudos y muy masculinos provenientes de entornos obreros y rurales, descrito como relaciones entre iguales lejos del frecuente estereotipo de los gais urbanitas y afeminados y de los roles de dominante y sumiso.
A mitad de la década de 1980, Kincaid sorprendió a la industria pornográfica al abandonar su carrera de director de cine para adultos y contraer matrimonio con Cynthia DePaula, con quién tiene dos hijos. DePaula también ha sido productora de alguno de sus filmes convencionales, películas exploitation de bajo presupuesto escritas y dirigidas por Kincaid, como Bad Girls Dormitory o Robot Holocaust. Estos filmes, habitualmente producidos juanto al notable productor exploitation Charles Band, eran realizados con una producción muy limitada y acabaron, en muchas ocasiones, estrenándose directamente en vídeo. A pesar de esto, las películas de esta época de Kincaid son admiradas por muchos seguidores de la serie B, que destacan los valores camp que representan y la calidad de los guiones y los irónicos diálogos quality of the scripts and dialogue, y que las han convertido en objeto de culto.

## Filmografía

### Director de cine convencional, como Tim Kincaid
| Año  | Título                                                   |
| ---- | -------------------------------------------------------- |
| 1989 | She's Back                                               |
| 1989 | Sinbad of the Seven Seas (codirector Enzo G. Castellari) |
| 1987 | Mutant Hunt                                              |
| 1987 | The Occultist                                            |
| 1987 | Riot on 42nd St.                                         |
| 1986 | Breeders                                                 |
| 1986 | Robot Holocaust                                          |
| 1986 | Bad Girls' Dormitory                                     |

### Director de cine para adultos como Joe Gage o Mac Larson
| Año  | Título                                            |
| ---- | ------------------------------------------------- |
| 1976 | Kansas City Trucking Co.                          |
| 1978 | El Paso Wrecking Corp.                            |
| 1978 | Oil Rig #99                                       |
| 1979 | L.A. Tool & Die                                   |
| 1979 | Red Ball Express                                  |
| 1980 | Joe Gage's Closed Set]                            |
| 1980 | Handsome                                          |
| 1980 | Tough Guys                                        |
| 1981 | 501                                               |
| 1981 | Cellblock #9                                      |
| 1982 | Heatstroke                                        |
| 1985 | In the Name of Leather                            |
| 2001 | Tulsa County Line                                 |
| 2001 | Tough Guys: Getting Off                           |
| 2003 | Joe Gage Sex Files Vol. 1                         |
| 2003 | Joe Gage Sex Files Vol. 2                         |
| 2003 | Joe Gage Sex Files Vol. 3: Kegger                 |
| 2004 | Truck Stop on I-95                                |
| 2004 | Joe Gage Sex Files Vol. 4: Blue Collar Beer Blast |
| 2004 | Closed Set: Titan Stage One                       |
| 2004 | Men's Room: Bakersfield Station                   |
| 2004 | Back to Barstow                                   |
| 2004 | 110° in Tucson                                    |
| 2004 | Alabama Takedown                                  |
| 2004 | Cop Shack                                         |
| 2004 | Crossing the Line: Cop Shack II                   |
| 2005 | Gale Force: Men's Room II                         |
| 2006 | Deep Water Beach Patrol                           |
| 2006 | Arcade on Route 9                                 |
| 2006 | Gunnery Sgt. McCool                               |
| 2006 | Lifeguard! The Men of Deep Water Beach            |
| 2007 | Campus Pizza                                      |
| 2007 | Barnstorm                                         |
| 2007 | Road to Redneck Hollow                            |
| 2008 | Men's Room III: Ozark Mtn, Exit 8                 |
| 2008 | Chainsaw                                          |
| 2008 | Copperhead Canyon                                 |
| 2008 | Home Invasion                                     |
| 2008 | Closed Set: Oral Report                           |
| 2009 | Slow Heat in a Texas Town                         |
| 2009 | Dad Takes A Fishing Trip                          |